# Ku80

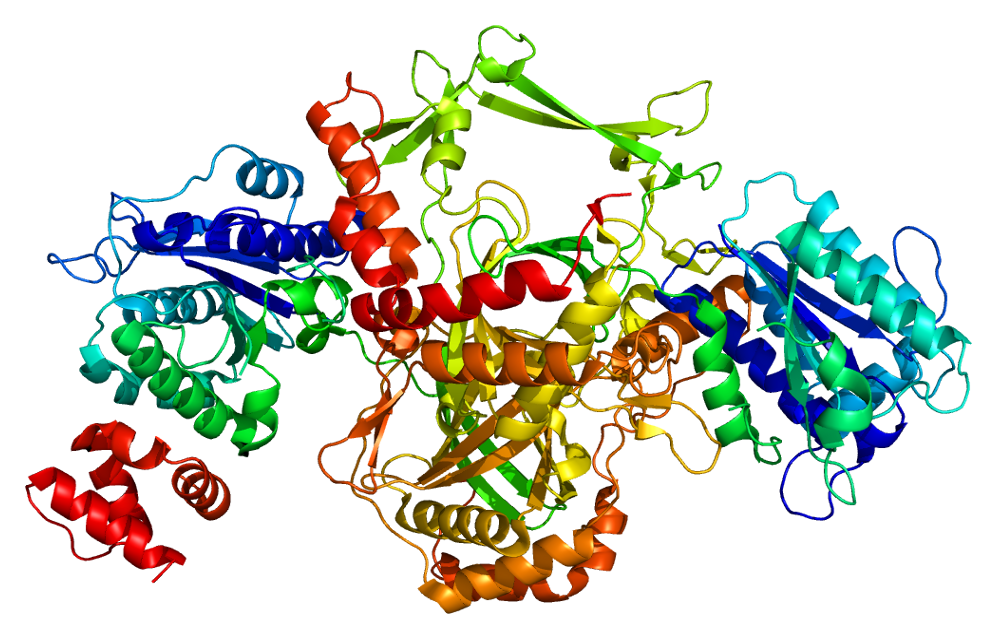
Estrutura tridimensional da Ku80

Ku80 é uma proteína que em humanos é codificada pelo gene XRCC5.Ku80 junto com Ku70, conformam um heterodimero denominado proteína Ku, que se liga as extremidades da dupla fita de DNA que foi cortado, e é requerida para o processo de recombinação não homóloga durante a reparação do DNA. Também é necessária para o processo de recombinação V(D)J, que consegue aumentar a diversidade antigênica do sistema imune de mamíferos utilizando o processo de recombinação não homóloga. Ku também é necessária para manter o tamanho do telômero e silenciamento de genes subteloméricos.
Ku foi originalmente identificado em pacientes com lúpus eritematoso sistêmico , no qual, após ser submetido a análise, eles encontraram altos níveis de autoanticorpos contra essa proteína.

## Outros nomes
- Lupus Ku autoantigen protein p80
- ATP-dependent DNA helicase 2 subunit 2
- X-ray repair complementing defective repair in Chinese hamster cells 5
- X-ray repair cross-complementing 5 (XRCC5)

## Interações
A proteína Ku80 tem demostrado ser capaz de interacionar com:
- NCOA6
- GCN5L2
- Ku70
- WRN
- Tirosina quinase 2
- DNA-PKcs
- TERF2IP
- Transcriptase reversa telomérica
- POU2F1
- PCNA